# Hockiana hirsutus
Hockiana hirsutus är en insektsart som beskrevs av Richard 1976. Hockiana hirsutus ingår i släktet Hockiana och familjen Stictococcidae.
Artens utbredningsområde är Tanzania. Inga underarter finns listade i Catalogue of Life.